# Johann Olav Koss
Johann Olav Koss (Drammen, Noruega, 1968) és un patinador de velocitat sobre gel noruec, ja retirat, que destacà a la dècada del 1990.
Va participar en dos Jocs Olímpics d'Hivern, obtenint en total cinc medalles: or i plata a Albertville 1992, en les proves de 1500 m i 10.000 m, i tres ors en Lillehammer 1994, en 1500 m, 5000 m  i 10.000 m.
Va guanyar cinc medalles en el Campionat Mundial de Patinatge de Velocitat sobre Gel entre els anys 1990 i  1994, i quatre medalles en el Campionat Europeu de Patinatge de Velocitat sobre Gel entre els anys 1991 i 1994.

## Biografia
Va néixer el 29 d'octubre de 1968 a la ciutat de Drammen, població situada al comtat de Buskerud.
Koss va completar el seu Màster en administració d'empreses a la Joseph L. Rotman School of Management de la Universitat de Toronto al Canadà. Té doctorats honoris causa de diverses universitats: la Universitat Brock, la Universitat de Calgary, la Vrije Universiteit Brussels i la Universitat d'Agder a Noruega. L'1 de juliol de 2015, Koss va ser nomenat membre honorari de l'Orde del Canadà (CM).
Es va casar amb la seva segona dona, Jennifer Lee, a Nova York el 23 de maig de 2009. L'amiga de Lee Chelsea Clinton, va ser una de les dames d'honor. Lee és graduada per la Harvard College, la Universitat d'Oxford i l'Escola de Negocis de Harvard. És la néta de Kim Chung Yul, l'antic primer ministre de Corea del Sud i cap de les Forces Armades de Corea durant la Guerra de Corea. És la cofundadora d'una empresa minorista anomenada BRIKA que ven productes d'artesans i fabricants desconeguts. És una antiga consultora de gestió i, més recentment, una professional d'inversió de capital privat a Ontario Teachers' Private Capital a Toronto. Tenen quatre fills junts, Aksel, Annabelle, Andreas i Aleksander.

## Carrera esportiva
Va ser Campió Juvenil de Noruega el 1987, però no va poder competir amb els millors patinadors del món als Campionats del Món Júnior de 1986 i 1987. El 1988, va debutar amb els sèniors al Campionat del Món d’Almati, però no va aconseguir classificar-se per a la distància final. L'any següent, va acabar vuitè en el mateix torneig (després d'una quinzena posició al Campionat d'Europa Allround), ocupant-se segon als 1.500 m. El seu avenç va arribar l'any 1990, guanyant el Campionat del Món Allround a Innsbruck, Àustria. Els quatre anys següents, guanyaria dos títols mundials més (1991 i 1994), mentre que va quedar segon el 1993 i tercer el 1992. Va guanyar el Campionat d'Europa Allround el 1991 i va quedar segon en les tres edicions següents. Koss va guanyar un total de vint-i-tres cops del món, alhora que va guanyar quatre títols generals de la Copa del Món (els 1.500 m el 1990 i el 1991, i el conjunt de 5.000/10.000 m el 1991 i 1994).
Va participar en els Jocs Olímpics d'Hivern de 1992 realitzats a Albertville (França), acabant setè en els 5.000 m, cinc dies després de sotmetre's a una cirurgia a causa d'una inflamació del pàncrees. Es recuperaria per guanyar l'or als 1.500 m (per només 0,04 segons sobre el seu compatriota Ådne Søndrål) i la plata als 10.000 m (darrere del patinador holandès Bart Veldkamp).
En els Jocs Olímpics d'Hivern de 1994 realitzats a Lillehammer aconseguí guanyar tres medalles d'or en les proves dels 1.500 m, 5.000 m i 10.000 metres. Per la seva actuació, va ser nomenat Esportista de l'any per la revista Sports Illustrated el 1994, juntament amb Bonnie Blair. A més, va rebre el premi Oscar Mathisen tres vegades: el 1990, el 1991 i el 1994.
Després de la seva carrera de patinatge de velocitat, Koss es va formar com a metge a la Universitat de Queensland a Austràlia. Va ser ambaixador d'UNICEF i membre del Comitè Olímpic Internacional (fins al 2002). Es va casar amb l'empresària i política canadenca Belinda Stronach el 31 de desembre de 1999, però es van divorciar el 2003.
L'any 2000, Koss va fundar l'Organització Humanitària Internacional amb seu al Canadà Right To Play, que utilitza l'esport i el joc com a eina per al desenvolupament dels nens i els joves de les zones més desfavorides del món. L'organització opera en més de 20 països arribant a més d'un milió de nens cada setmana i compta amb el suport de més de 620 empleats a tot el món i més de 14.900 entrenadors voluntaris. L'agost de 2015, Koss va passar al paper de fundador de Right To Play, on encara es manté molt actiu en una varietat d'iniciatives de recaptació de fons i on manté el seu lloc a la Junta Directiva internacional.
El novembre de 2009, després que el nord-americà Peter Mueller fos desposseït del seu paper d'entrenador amb Noruega per un comentari inadequat a una membre de l'equip femení, Koss va ser nomenat entrenador en cap, tot i no tenir experiència prèvia com a entrenador. El director esportiu de l'associació, Oystein Haugen, va dir a Reuters que Koss ha estat una revelació malgrat que no té experiència prèvia d'entrenador.
Després que Peter Mueller va perdre la seva feina com a entrenador de la selecció nacional dels patinadors sobre gel noruecs abans de la temporada olímpica de 2010, se li va demanar a Koss que l'ajudés durant la temporada sent entrenador assistent de les patinadores olímpiques noruegues.
Als Jocs Olímpics de 2018, Koss va ser inclòs al projecte Olympians for Life per utilitzar l'esport per fer un món millor.
Al llarg de la seva carrera ha guanyat 5 medalles en el Campionat del Món de patinatge de velocitat sobre gel, destacant la seva victòria en la combinada els anys 1990, 1991 i 1994. Guanyador en sis ocasions de la Copa del Món de patinatge de velocitat, ha guanyat una vegada el Campionat d'Europa de patinatge de velocitat (1991), quatre vegades el Campionat nacional de combinada (1991-1994) així com onze vegades aquest campionat però en les diferents distàncies disputades.

## MOT, ajuda olímpica i dret a jugar
Koss va ser membre del Comitè Olímpic Internacional (COI) 1999-2002. El 1994, Koss va ser un dels fundadors del projecte de calendari Els millors atletes noruecs contra les drogues, juntament amb el seu company d'entrenament Atle Vårvik. El 1997, el treball es va ampliar i els amics van fundar l'organització MOT. Després que Koss donés la seva prima olímpica dels 1.500 metres de Lillehammer a Olympic Aid, es va implicar en el treball a favor dels nens pobres. Quan Olympic Aid va intervenir, va fundar i és president de l'organització humanitària Right To Play, i en els darrers anys s'ha dedicat al seu funcionament. Koss va dirigir Right To Play des de casa seva al Canadà abans de tornar a Noruega el 2019.
El 29 de març de 2011, El Rei de Noruega va nomenar Koss Caballer de 1a Classe de la Reial Orde Noruega del Mèrit per la seva tasca humanitària internacional a favor dels nens i joves en l'esport i l'atletisme. El 2015, va ser nomenat membre honorari de la Orde del Canadà pels seus èxits al patinatge i per fundar Right to Play.
Koss va ser novament nominat  Atleta de l'Any per Sports Illustrated el 2011 pel seu treball amb Right To Play.

## Registres

### Medalles
| Campionat                          | Or | Plata                                                              | Bronze                                                       |
| Jocs Olímpics d'Hivern (distància) | 1992 (1.500 m) 1994 (1.500 m) 1994 (5.000 m) 1994 (10.000 m) | 1992 (10.000 m)                                                    | –                                                            |
| Campionat Mundial (combinada)      | 1990 1991 1994 | 1993                                                               | 1992                                                         |
| Copa del Món (distància)           | 1990 (1.500 m) 1991 (1.500 m) 1991 (5.000 m / 10.000 m) 1994 (5.000 m / 10.000 m)                                                                                      | 1992 (1.500 m) 1992 (5.000 m / 10.000 m) 1993 (5.000 m / 10.000 m) | 1990 (5.000 m / 10.000 m)                                    |
| Campionat Europeu (combinada)      | 1991 | 1992 1993 1994                                                     | –                                                            |
| Campionat Noruec (combinada)       | 1991 1992 1993 1994 | 1989 1990                                                          | –                                                            |
| Campionat Noruec (distància)       | 1989 (1.500 m) 1989 (5.000 m) 1990 (1.500 m) 1990 (5.000 m) 1990 (10.000 m) 1991 (1.500 m) 1991 (5.000 m) 1991 (10.000 m) 1993 (1.000 m) 1993 (5.000 m) 1994 (1.500 m) | 1989 (1.000 m) 1990 (1.000 m) 1992 (1.000 m) 1992 (5.000 m)        | 1988 (10.000 m) 1991 (1.000 m) 1992 (1.500 m) 1994 (5.000 m) |
| Marató de Noruega                  | – | 1988                                                               | –                                                            |

### Rècords del món
| Prova    | Temps    | Data                  | Seu        |
| -------- | -------- | --------------------- | ---------- |
| 3.000 m  | 3:57.52  | 13 de març de 1990    | Heerenveen |
| 5.000 m  | 6:41.73  | 9 de febrer de 1991   | Heerenveen |
| 10.000 m | 13:43.54 | 10 de febrer de 1991  | Heerenveen |
| Samalog  | 157.396  | 26 de febrer de 1991  | Heerenveen |
| 5.000 m  | 6:38.77  | 22 de gener de 1993   | Heerenveen |
| 5.000 m  | 6:36.57  | 13 de març de 1993    | Heerenveen |
| 5.000 m  | 6:35.53  | 4 de desembre de 1993 | Hamar      |
| 5.000 m  | 6:34.96  | 13 de febrer de 1994  | Hamar      |
| 1.500 m  | 1:51.29  | 16 de febrer de 1994  | Hamar      |
| 10.000 m | 13:30.55 | 20 de febrer de 1994  | Hamar      |

### Rècords personals
| Prova    | Temps       | Data                 | Seu        | Rècord del món |
| -------- | ----------- | -------------------- | ---------- | -------------- |
| 500 m    | 37.98       | 7 de gener de 1994   | Hamar      | 35.92          |
| 1.000 m  | 1:14.9&ensp | 10 de gener de 1993  | Hamar      | 1:12.58        |
| 1.500 m  | 1:51.29     | 16 de febrer de 1994 | Hamar      | 1:51.60        |
| 3.000 m  | 3:57.52     | 13 de març de 1990   | Heerenveen | 3:59.27        |
| 5.000 m  | 6:34.96     | 13 de febrer de 1994 | Hamar      | 6:35.53        |
| 10.000 m | 13:30.55    | 20 de febrer de 1994 | Hamar      | 13:43.54       |
| Samalog  | 157.257     | 9 de gener de 1994   | Hamar      | 156.882        |